# Stephanothelys
Stephanothelys é um género botânico pertencente à família das orquídeas (Orchidaceae).
Em 2007, Paul Ormerod publicou Studies of Neotropical Goodyerinae (Orchidaceae) 3. Harvard Papers in Botany, pp. 55–87. onde afirma que este gênero deve ser considerado sinônimo de Aspidogyne.

## Espécies
1. Stephanothelys colombiana Garay, Bradea 2: 199 (1977).
2. Stephanothelys rariflora Garay, Bradea 2: 200 (1977).
3. Stephanothelys siberiana Ormerod, Harvard Pap. Bot. 9: 422 (2005).
4. Stephanothelys sororia Garay, Bradea 2: 200 (1977).
5. Stephanothelys xystophylloides (Garay) Garay, Bradea 2: 200 (1977).